# یواس‌اس ال‌اس‌تی-۱۰۰۱
یواس‌اس ال‌اس‌تی-۱۰۰۱ (به انگلیسی: USS LST-1001) یک کشتی بود که طول آن ۳۲۸ فوت (۱۰۰ متر) بود. این کشتی در سال ۱۹۴۴ ساخته شد.